# Limax
Limax is het typegeslacht van de naaktslakkenfamilie Limacidae. Sommige soorten die oorspronkelijk alleen in Europa, West-Azië en Noord-Afrika voorkomen, zijn door de mens over de hele wereld verspreid.

## Kenmerken
Het zijn middelgrote tot grote naaktslakken. De grote aardslak (Limax maximus) bereikt een lichaamslengte tot 200 mm. De mantel is relatief klein in verhouding tot zijn lengte en ligt op de voorste helft van het lichaam. Het heeft fijne concentrische groeven, waarvan het midden ongeveer in het midden van het mantelschild ligt. Het ademgat bevindt zich achter het midden van het mantelschild aan de rechterkant van het lichaam. De genitale opening bevindt zich tussen het ademgat en de rechter tentakel. Het achterste deel van het lichaam is gekield, maar dit strekt zich niet uit tot de achterrand van de mantel. De schaal is gereduceerd tot een kleine plaat, die meestal iets naar de linkerhelft van het lichaam is verschoven en volledig wordt omsloten door de mantel.
De soorten zijn verschillend gekleurd en min of meer opvallend getekend. Sommige soorten vertonen ook een sterke intraspecifieke variabiliteit in kleur en tekening. In het genitale apparaat kruisen de penis en de oprolspier van de rechter voeler. De penissen zijn gewoonlijk lang en cilindrisch en reiken vaak tot meerdere keren de lengte van het lichaam, b.v. ook kort en vrij bolvormig. De penisretractorspier bevindt zich aan de achterkant van het orgaan. De darm heeft drie lussen, waarvan de eerste of derde lus het verst naar achteren loopt; sommige soorten hebben ook een blindedarm.

## Geografische verspreiding en leefgebied
Limax-soorten komen van nature voor in Europa, Noord-Afrika en West-Azië. Er is een soort beschreven uit Nepal, maar inmiddels zijn (weinig) soorten bijna wereldwijd geïntroduceerd. Door de verspreiding van gewassen en handelsgoederen is het oorspronkelijke verspreidingsgebied van sommige soorten moeilijk toegankelijk.
De meeste soorten zijn echter zeldzame dieren die vooral in natuurlijke landschappen voorkomen, maar ook in cultuurlandschappen, in tuinen, parken en kelders. Het bereik van sommige soorten is zeer beperkt. Ze eten voornamelijk schimmels, korstmossen, algen en aas, of ze eten dood, zelden vers plantaardig materiaal. Er is momenteel bijna geen enkele naaktslak bekend die in zijn oorspronkelijke verspreidingsgebied zulke grote populaties opbouwt dat gewassen worden beschadigd. In streken waar ze door mensen naartoe zijn getransporteerd, kunnen ze als neozoa grotere schade aanrichten in culturen en tuinen.

## Taxonomie
Het taxon werd voor het eerst beschreven door Carl Linnaeus in 1758 in de 10e editie van Systema naturae.
Bij sommige soorten bestaat onzekerheid over de status en verwantschap. Anatomische en uiterlijke kenmerken zijn meestal niet voldoende beschreven voor een betrouwbare identificatie. Daarom is een genetische analyse vaak de enige manier om de soort duidelijk te onderscheiden. Er worden nieuwe soorten ontdekt, vooral op Corsica, in de Alpen en in de bergen van Zuid-Europa. Omdat met name in Zuid-Europa veel biotopen worden vernietigd, bestaat het risico dat sommige soorten door uitsterven verloren gaan voordat ze worden ontdekt. Ook soorten met een klein verspreidingsgebied worden bedreigd. Ook soorten die vroeger heel gewoon waren en als ongedierte werden gezien, zijn nu zeldzaam geworden door verbeteringen in het aanleggen en opslaan van voedsel.
De meeste auteurs verdelen het geslacht Limax in twee of drie ondergeslachten: Limax (Limax) Lamarck, 1801 en Limax (Kasperia) Godwin-Austen, 1914 en Limacus, dat gedeeltelijk wordt beschouwd als een ondergeslacht van Limax, gedeeltelijk als een afzonderlijk geslacht. In 2008 stelden Falkner en Niederhöfer het ondergeslacht Limax (Brachylimax) voor met de typesoort Limax (Brachylimax) giovannellae.

## Soorten
- Limax aeolianus Giusti, 1973
- Limax albipes Dumont & Mortillet, 1853
- Limax alpinus A. Ferussac, 1821
- Limax bielzii Seibert, 1873
- Limax brandstetteri Falkner, 2008
- Limax canapicianus Pollonera, 1885
- Limax cephalonicus Simroth, 1886
- Limax ciminensis Pollonera, 1890
- Limax cinereoniger Wolf, 1803 = Zwarte aardslak
- Limax conemenosi Böttger, 1882
- Limax corsicus Moquin-Tandon, 1855
- Limax dacampi Menegazzi, 1854
- Limax dobrogicus Grossu & Lupu, 1960
- Limax erythrus Bourguignat, 1864
- Limax flavus Linnaeus, 1758
- Limax gerhardti Niethammer, 1937
- Limax giovannellae Falkner & Niederhofer, 2008
- Limax graecus Simroth, 1889
- Limax granosus Bérenguier, 1900
- Limax hemmeni Rähle, 1983
- Limax ianninii Giusti, 1973
- Limax lachensis Bérenguier, 1900
- Limax maximus Linnaeus, 1758 = Grote aardslak
- Limax millipunctatus Pini, 1885
- Limax minimus Pollonera, 1896
- Limax pironae Pini, 1876
- Limax polipunctatus Pollonera, 1888
- Limax punctulatus Sordelli, 1871
- Limax redii Gerhardt, 1933
- Limax sarnensis Heim & Nitz, 2009
- Limax squamosus Bérenguier, 1900
- Limax strobeli Pini, 1876
- Limax subalpinus Lessona, 1880
- Limax veronensis Lessona & Pollonera, 1882
- Limax wohlberedti Simroth, 1900
- Limax wolterstorffi Simroth, 1900
- Limax zilchi Grossu & Lupu, 1960